# Selección femenina de waterpolo del Reino Unido
La selección femenina de waterpolo del Reino Unido es un equipo de waterpolo que representó a Reino Unido en los Juegos Olímpicos de Londres 2012, donde hicieron su debut olímpico.

## Participaciones

### Juegos Olímpicos
- 2012 - 8°[2]

### Campeonato del Mundo
- 1986 - 9°[2]
- 2003 - 16°
- 2013 - 13°

### Campeonato Europeo
- 2012 - 7°
- 2014 - 8°

### Juegos europeos
- 2015 - 11°

## Jugadoras

### Equipo actual
La siguiente es la lista británica en el torneo de waterpolo femenino de los Juegos Olímpicos de 2012.
Entrenador: Szilveszter Fekete
| N.º | Nombre                  | Pos. | Altura          | Peso           | Fecha de nacimiento     |
| --- | ----------------------- | ---- | --------------- | -------------- | ----------------------- |
| 1   | Robyn Nicholls          | GK   | 1.78 m (5' 10') | 65 kg (143 lb) | 8 de mayo de 1990       |
| 2   | Chloe Wilcox            | D    | 1.72 m (5' 8')  | 62 kg (137 lb) | 20 de diciembre de 1986 |
| 3   | Fiona McCann            | CB   | 1.72 m (5' 8')  | 70 kg (154 lb) | 13 de mayo de 1987      |
| 4   | Francesca Snell         | CB   | 1.75 m (5' 9')  | 63 kg (139 lb) | 28 de marzo de 1987     |
| 5   | Alexandra Rutlidge      | CB   | 1.70 m (5' 7')  | 62 kg (137 lb) | 12 de noviembre de 1988 |
| 6   | Frances Leighton        | CF   | 1.82 m (6' 0')  | 72 kg (159 lb) | 30 de marzo de 1982     |
| 7   | Lisa Gibson             | CF   | 1.77 m (5' 10') | 75 kg (165 lb) | 12 de agosto de 1989    |
| 8   | Hazel Musgrove          | CB   | 1.70 m (5' 7')  | 65 kg (143 lb) | 6 de febrero de 1989    |
| 9   | Ciara Gibson-Byrne      | D    | 1.67 m (5' 6')  | 59 kg (130 lb) | 3 de diciembre de 1992  |
| 10  | Angela Winstanley-Smith | CF   | 1.79 m (5' 10') | 66 kg (146 lb) | 5 de agosto de 1985     |
| 11  | Francesca Clayton       | D    | 1.70 m (5' 7')  | 69 kg (152 lb) | 7 de enero de 1990      |
| 12  | Rebecca Kershaw         | D    | 1.75 m (5' 9')  | 59 kg (130 lb) | 11 de agosto de 1990    |
| 13  | Rosemary Morris         | GK   | 1.80 m (5' 11') | 69 kg (152 lb) | 31 de enero de 1986     |